# (20445) 1999 JN77
A (20445) 1999 JN77 a Naprendszer kisbolygóövében található aszteroida. A LINEAR projekt keretében fedezték fel 1999. május 12-én.